# Sloanea grandiflora
Sloanea grandiflora là một loài thực vật có hoa trong họ Côm. Loài này được Sm. miêu tả khoa học đầu tiên năm 1816.

## Hình ảnh

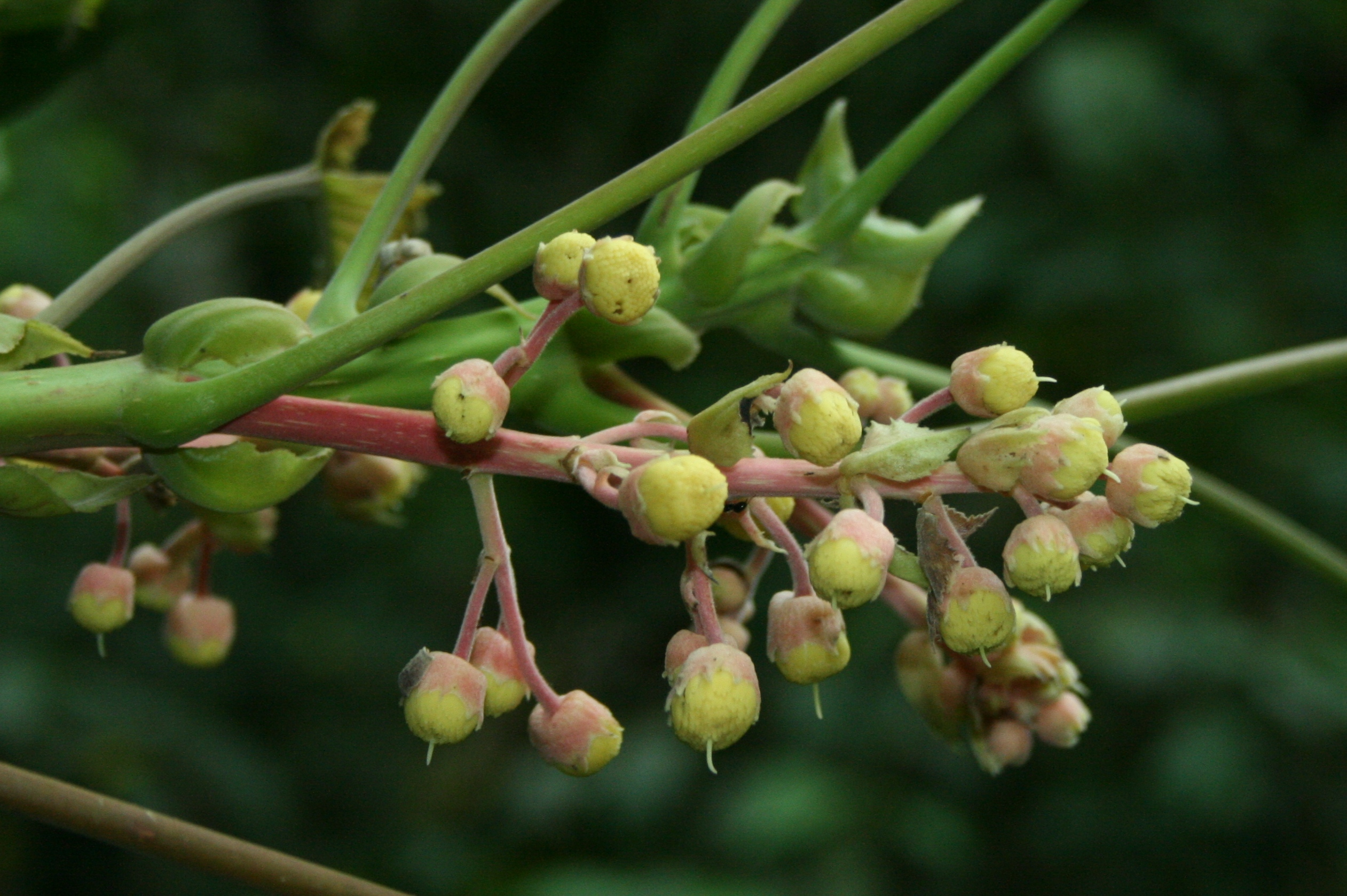